# Arcidiocesi di Olomouc

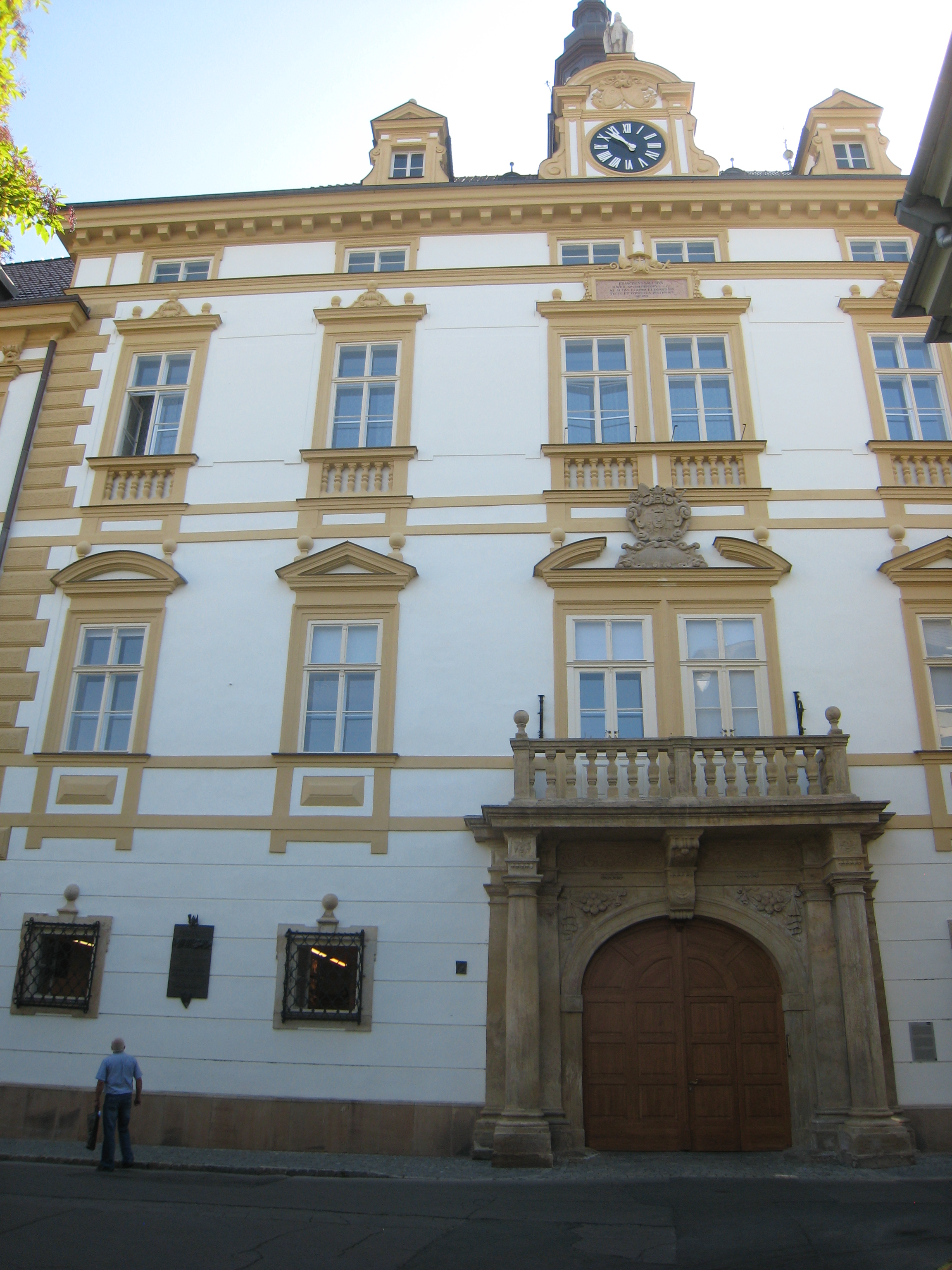
Il palazzo arcivescovile, la cui costruzione fu intrapresa dal vescovo Stanislav Thurzó (1497-1540 e completata dal vescovo Johannes Dubravius (1541-1554). La facciata risale all'episcopato di Carlo di Liechtenstein (1664-1695) ed è opera dell'architetto svizzero Giovanni Pietro Tencalla.

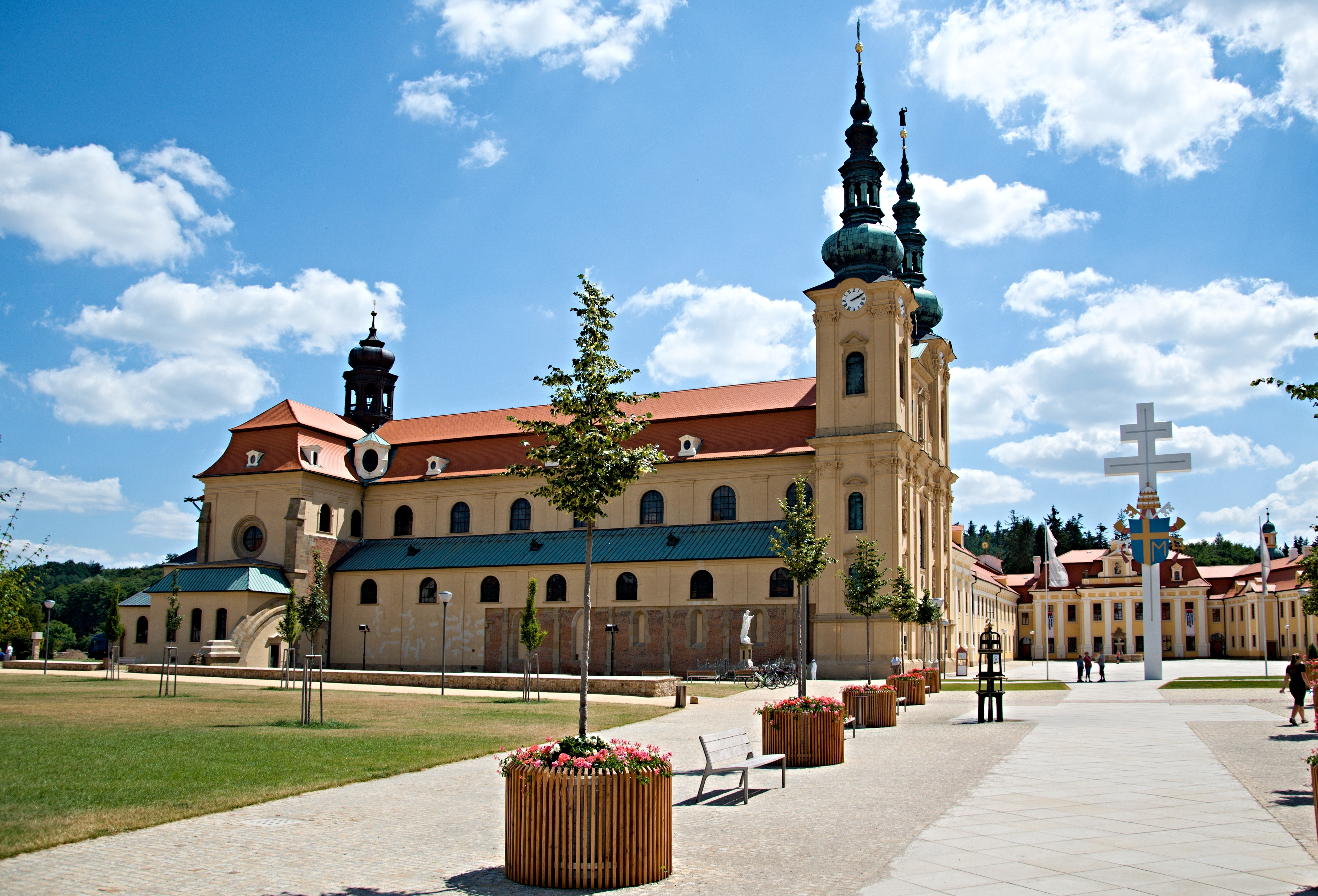
La basilica minore dell'Assunzione di Maria e dei Santi Cirillo e Metodio a Velehrad.

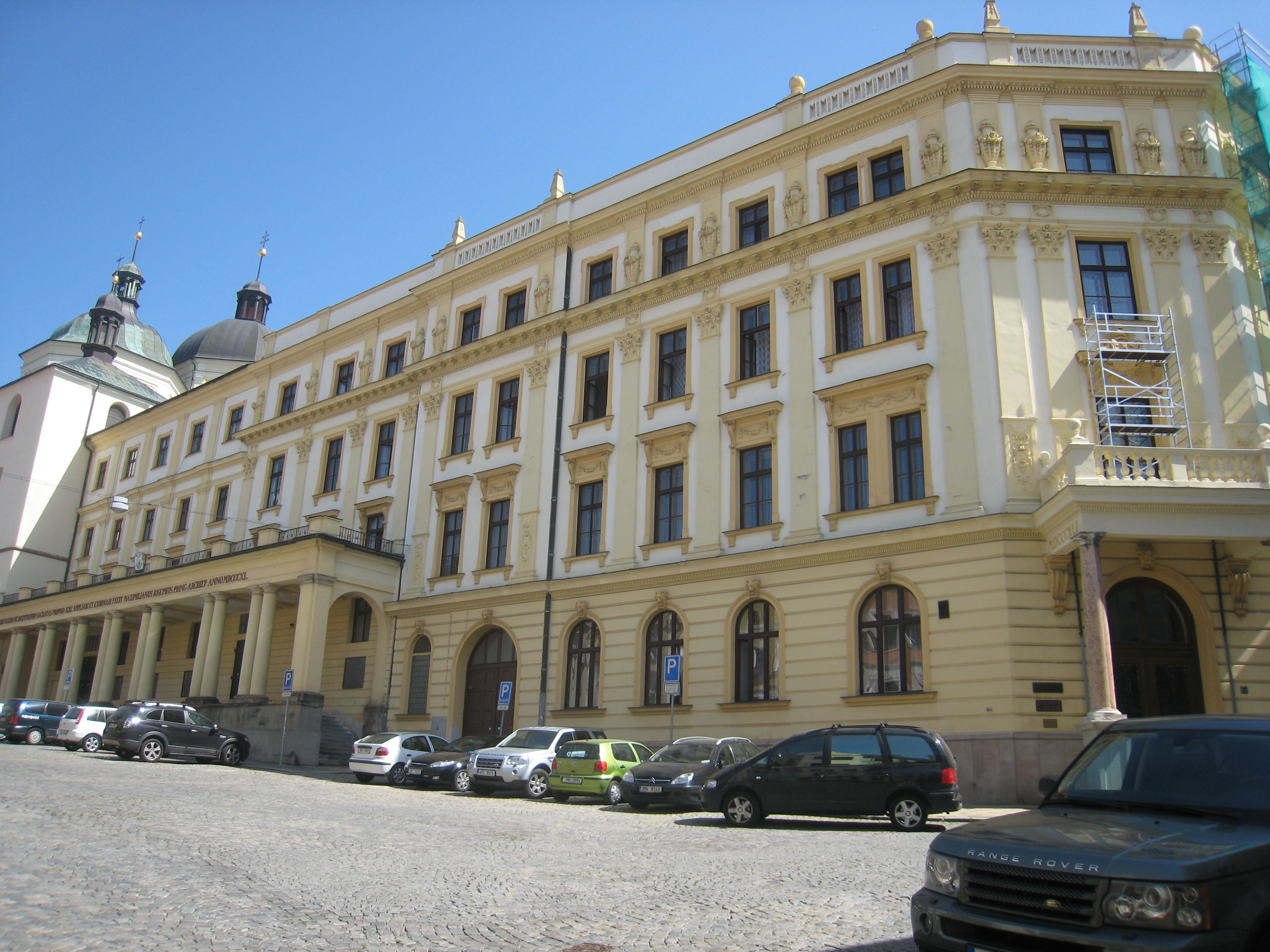
Il seminario arcivescovile.

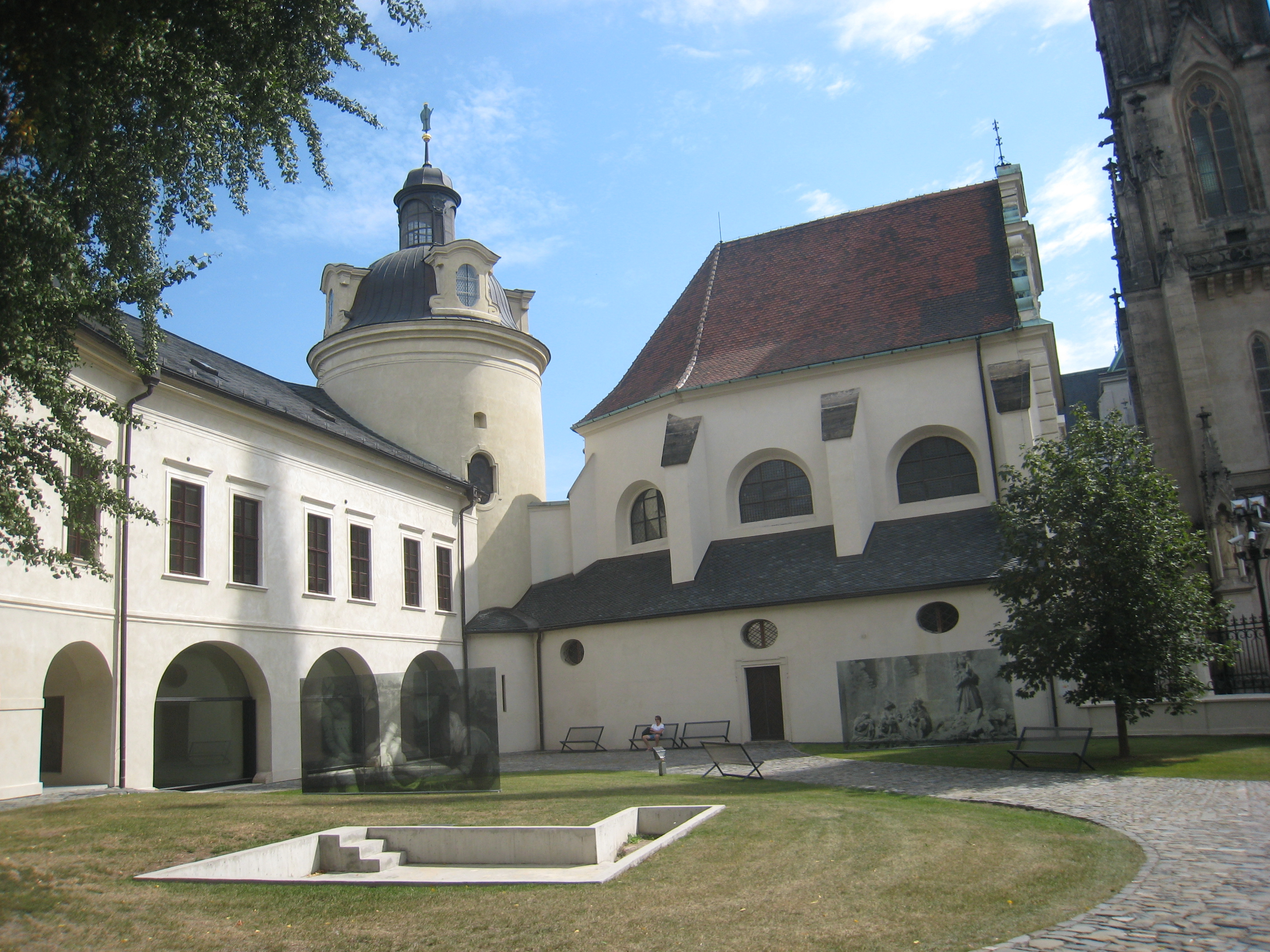
L'antico palazzo vescovile di Olomouc. Oggi ospita il Museo arcidiocesano.

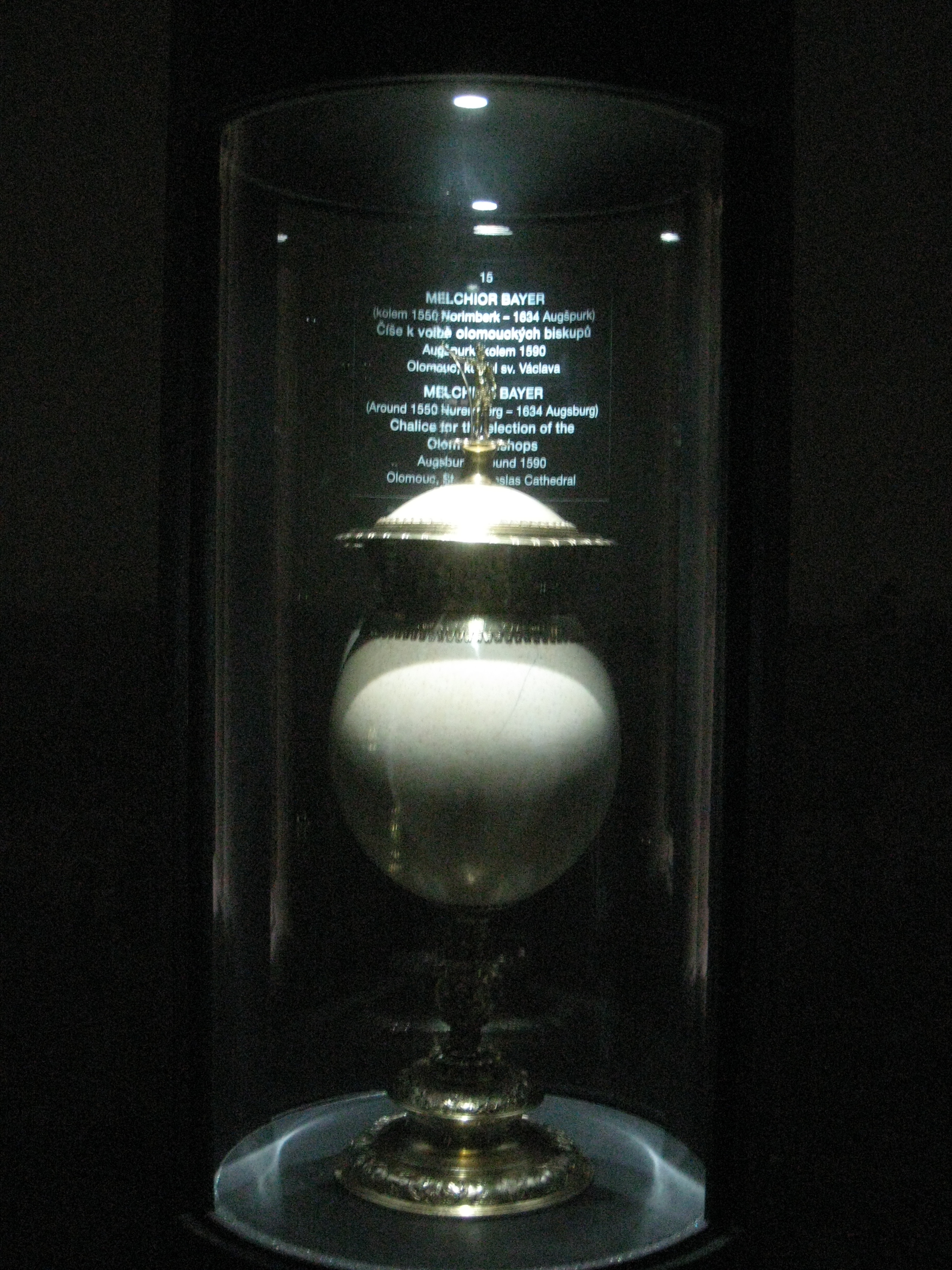
Urna usata per l'elezione degli arcivescovi, per lungo tempo privilegio del capitolo di Olomouc. Oggi è custodita nel Museo arcidiocesano.

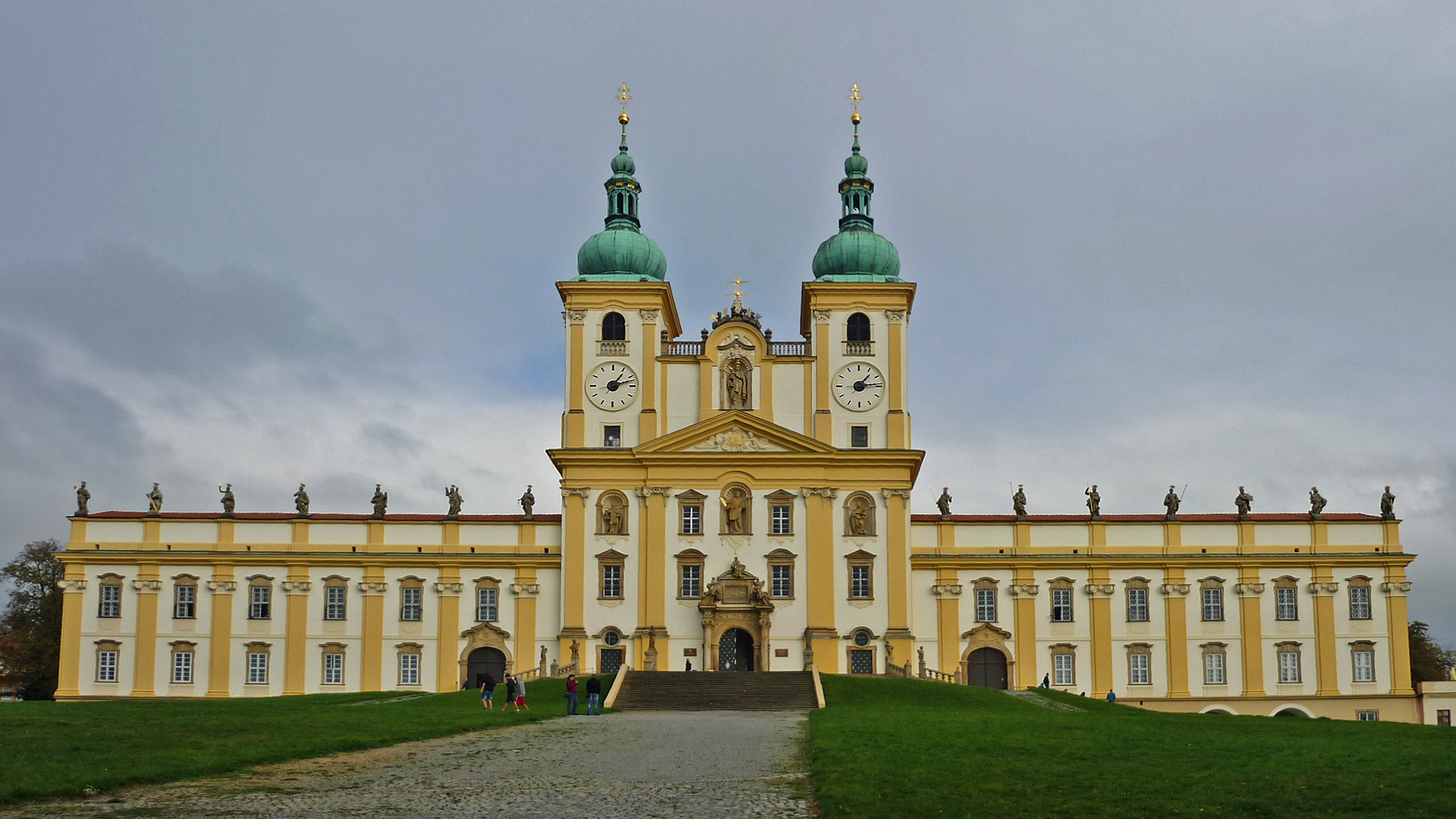
La basilica minore della Visitazione della Beata Vergine Maria a Svatý Kopeček, sobborgo di Olomouc.

L'arcidiocesi di Olomouc (in latino Archidioecesis Olomucensis) è una sede metropolitana della Chiesa cattolica nella Repubblica Ceca. Nel 2023 contava 745.000 battezzati su 1.374.250 abitanti. È retta dall'arcivescovo Josef Nuzík.

## Territorio
L'arcidiocesi si trova nella parte orientale della Repubblica Ceca e comprende:
- l'intera regione di Zlín;
- i distretti di Olomouc, Prostějov, Přerov e Šumperk nella regione di Olomouc;
- parte dei distretti di Blansko, Hodonín e Vyškov nella regione della Moravia Meridionale;
- e la parte orientale dei distretti di Ústí nad Orlicí e Svitavy nella Regione di Pardubice.

Sede arcivescovile è la città di Olomouc, dove si trova la cattedrale di San Venceslao. A Velehrad sorge il santuario mariano più importante della Repubblica Ceca, la basilica dell'Assunzione di Maria e dei Santi Cirillo e Metodio. Nel territorio sorgono altre due basiliche minori: la basilica dell'Assunzione della Vergine Maria a Hostýn, e la basilica della Visitazione della Beata Vergine Maria, Svatý Kopeček.
Il territorio si estende su 10.018 km² ed è suddiviso in 418 parrocchie.

## Storia
Olomouc divenne un importante centro dell'impero della Grande Moravia tra il IX ed il X secolo. Nell'ultimo periodo fu capitale della regione della Moravia. In questo periodo è attestata la presenza di numerosi vescovi in Moravia, tuttavia non vi sono prove documentali dell'erezione di una diocesi nella regione. In ogni caso la Moravia nel X secolo formava una parte della diocesi di Ratisbona e più tardi della diocesi di Praga.
La diocesi di Olomouc fu eretta nel 1063, ricavandone il territorio, che comprendeva tutta la Moravia, dalla diocesi di Praga e fu inizialmente suffraganea di Magonza.
Nel 1182 la Moravia divenne indipendente e i margravi di Moravia ebbero il diritto di nomina del vescovo, prima esercitato dai duchi di Boemia.
Sul finire del XII secolo ebbe luogo una curiosa disputa ecclesiastica: il vescovo Kaim aveva omesso l'imposizione delle mani nelle ordinazioni sacerdotali e diaconali del 1193. Due anni più tardi il vescovo Engelbert corresse il rito, che tuttavia fu dichiarato nullo dal cardinal Pietro nel 1197 e dovette essere ripetuto.
Nel 1207 la Chiesa ottenne l'esenzione dalle tasse e il capitolo il diritto di elezione del vescovo.
Nel XIII secolo i vescovi ebbero il titolo di principe-vescovo e il vescovato di Olomouc era uno dei principati ecclesiastici soggetto al Regno di Boemia (all'interno del Sacro Romano Impero), compreso nella Marca di Moravia. Centro dei domini vescovili era Kroměříž, dove i vescovi fecero costruire un grande palazzo vescovile oggi patrimonio dell'umanità dell'Unesco. La sede di Olomouc divenne anche una contesa cattedra vescovile, data la sua posizione strategica che la rendeva fondamentale nelle questioni del regno di Boemia, in particolare dopo le lotte per la successione al trono praghese del XVII secolo.
Il 30 aprile 1344 la diocesi cedette una porzione del suo territorio a vantaggio dell'erezione della diocesi di Litomyšl e divenne suffraganea dell'arcidiocesi di Praga.
La vicina diocesi di Litomyšl visse un periodo di declino dopo le guerre hussite, ebbe il suo ultimo vescovo nel 1474 e fu retta da amministratori fino alla metà del XVI secolo, quindi fu soppressa e parte del suo territorio fu incorporata nella diocesi di Olomouc.
Il 17 marzo 1620 Giovanni Sarkander, parroco, fu martirizzato ad Olomouc per la difesa del segreto della confessione. Sarà beatificato nel 1859 e canonizzato nel 1995.
Nel 1773 papa Clemente XIV revocò al capitolo il privilegio dell'elezione vescovile.
Fu elevata al rango di arcidiocesi metropolitana il 5 dicembre 1777 con il bolla Suprema dispositione di papa Pio VI, e contestualmente cedette una porzione del suo territorio a vantaggio dell'erezione della diocesi di Brno. La stessa bolla prevedeva l'istituzione di un'altra diocesi suffraganea, con sede a Opava, ma questa sarebbe stata eretta solo dopo due secoli, nel 1996.
Pio VI restituì al capitolo il privilegio dell'elezione dell'arcivescovo.
L'arcidiocesi fu governata dal 1819 al 1831 dal cardinale Rodolfo Giovanni d'Asburgo-Lorena, amico intimo di Ludwig van Beethoven e dedicatario della Missa Solemnis op. 123. Beethoven ebbe lo spunto per iniziare a scrivere il suo capolavoro proprio dalla notizia dell'insediamento dell'amico cardinale nell'arcidiocesi di Olomouc.
Con la creazione nel 1918 della Cecoslovacchia ci furono contrasti tra la Chiesa e il nuovo governo per cui il cardinale Lev Skrbenský Hříště, unico porporato nel nuovo Stato, arcivescovo di Olomouc dal 1916 (già Primate di Boemia come arcivescovo di Praga), dovette dimettersi nel 1920 dal governo pastorale della diocesi su suggerimento del nunzio Clemente Micara.
Durante il regime totalitario comunista l'arcivescovo Matocha fu internato dal 1950 fino alla morte (1961). Un nuovo arcivescovo sarà eletto solo nel 1989.
Il 30 dicembre 1977, per effetto della bolla Praescriptionum sacrosancti di papa Paolo VI, fu unita all'arcidiocesi l'amministrazione apostolica di Český Těšín, che era stata eretta nel 1946 con le parrocchie cecoslovacche dell'arcidiocesi di Breslavia.
Nel 1995 l'arcidiocesi fu visitata da papa Giovanni Paolo II, che canonizzò santa Zdislava e san Giovanni Sarkander.
Il 30 maggio 1996 ha ceduto una porzione del suo territorio a vantaggio dell'erezione della diocesi di Ostrava-Opava.

## Cronotassi dei vescovi
Si omettono i periodi di sede vacante non superiori ai 2 anni o non storicamente accertati.
- San Metodio † (880 - 885)
- Wiching (890)
- Un vescovo inviato da Roma † (898/900 - ?)
- Jan (?) (914 - 932)
  - Sede vacante (?)
- Silvestr (?) † (circa 960 - 966)
  - Sede unita alla diocesi di Ratisbona (966 - 976)
- Vratislav (?) † (976 - 981)
  - Sede unita alla diocesi di Ratisbona (981 - 991)
  - Sede unita alla diocesi di Praga (991 - 1063)
- Jan † (1063 - 25 novembre 1086 deceduto)
  - Sede unita alla diocesi di Praga (1086-1088) (?)
- Vezel † (1086 - 3 luglio 1091 ? deceduto)
- Ondřej Dubrawa † (1091 - 22 maggio 1096 deceduto)
- Jindřich (?) † (1096 - 13 giugno 1099 deceduto)
- Petr † (1099 - luglio 1104 deceduto)
- Jan † (1104 - 21 febbraio 1126 deceduto)
- Jindřich Zdík, O.Praem. † (22 marzo 1126 - 25 giugno 1150 deceduto)
- Jan z Litomyšle, O.Praem. † (1150 - 1º aprile 1172 deceduto)
- Dětleb † (1172 - 4 novembre 1182 deceduto)
- Pelhřim † (1182 - 2 marzo 1183 deceduto)
- Kaim (Chaim von Böhmen) † (1183 - 12 gennaio 1194 deceduto)
- Engelbert von Brabant † (febbraio 1194 - 17 dicembre 1199 deceduto)
- Jan Bavor † (1199 - 1º ottobre 1201 deceduto)
- Robert, O.Cist. † (1201 - 1240 deposto)
  - Wilhelm † (1241 - 1245) (vescovo eletto)
  - Konrad von Friedberg † (circa 1240 - 1245 deposto) (antivescovo)
- Bruno von Schauenburg † (20 settembre 1245 - 18 febbraio 1281 deceduto)
- Theoderich von Neuhaus † (1281 - 10 ottobre 1302 deceduto)
- Johannes von Waldstein † (1302 - 7 ottobre 1311 deceduto)
- Pietro Angeli de Ponte Corvo † (1311 - 7 giugno 1316 deceduto)
- Konrad † (13 luglio 1316 - 8 agosto 1326 deceduto)
- Jindřich Berka z Dubé † (26 settembre 1326 - 29 dicembre 1333 deceduto)
- Jan Volek † (27 marzo 1334 - 27 settembre 1351 deceduto)
- Jan Očko z Vlašimi † (17 novembre 1351 - 23 agosto 1364 nominato arcivescovo di Praga)
- Jan ze Středy † (23 agosto 1364 - 20 dicembre 1380 deceduto)
- Petr Jelito † (1381 - 12 febbraio 1387 deceduto)
- Jan Soběslav † (1387 - 13 giugno 1388 nominato patriarca di Aquileia)
- Nikolaus von Riesenburg † (26 marzo 1390 - 6 giugno 1397 deceduto)
- Jan Mráz † (20 luglio 1397 - 1403 deceduto)
- Lacek z Kravař † (2 giugno 1403 - 1408 deceduto)
- Konrád z Vechty † (9 giugno 1410 - 10 febbraio 1413 nominato arcivescovo di Praga)
  - Václav Králík z Buřenic † (1413 - settembre 1416 deceduto) (amministratore apostolico)
- Jan Železný † (14 febbraio 1418 - 9 ottobre 1430 deceduto)
- Kuneš ze Zvole † (10 gennaio 1431 - 4 agosto 1434 deceduto)
- Pavel z Miličína † (25 gennaio 1435 - 2 maggio 1450 deceduto)
- Johann Haes (Haz) † (8 luglio 1450 - 19 maggio 1454 deceduto)
- Bohuslav ze Zvole † (16 agosto 1454 - 31 luglio 1457 deceduto)
- Protasio di Boskovic e Černahora † (27 luglio 1459 - 25 agosto 1482 deceduto)
- Johann Filipec † (1484 - 1492 ? dimesso)
  - János Vitéz † (4 luglio 1487 - 3 giugno 1489 nominato vescovo di Veszprém) (amministratore apostolico)
  - Ardicino della Porta iuniore † (3 giugno 1489 - 1492 dimesso) (amministratore apostolico)
  - Juan de Borgia Llançol de Romaní † (8 febbraio 1493 - 30 gennaio 1497 dimesso) (amministratore apostolico)
- Stanislav Thurzó (30 gennaio 1497 - 17 aprile 1540 deceduto)
- Bernard Zoubek ze Zdětína † (18 marzo 1541 - prima del 27 giugno 1541 deceduto)
- Jan Skála z Doubravky a Hradiště (Johannes Dubravius) † (27 giugno 1541 - 6 settembre 1553 deceduto)
- Marek Khuen z Olomouce † (22 dicembre 1553 - 10 febbraio 1565 deceduto)
- Vilém Prusinovský z Víckova † (13 aprile 1565 - 16 giugno 1572 deceduto)
- Jan Grodecký † (19 novembre 1572 - 1º gennaio 1574 deceduto)
- Thomas Albin von Helfenburg † (8 ottobre 1574 - 10 marzo 1575 deceduto)
- Johannes Mezoun † (4 maggio 1576 - 16 febbraio 1578 deceduto)
- Stanislav Pavlovský † (26 agosto 1579 - 2 giugno 1598 deceduto)
- Franz Seraph von Dietrichstein † (1º settembre 1599 - 23 settembre 1636 deceduto)
  - Johannes Ernst Plateis von Plattenstein † (novembre 1636 - 21 agosto 1637 deceduto) (vescovo eletto)
- Leopoldo Guglielmo d'Austria † (28 settembre 1638 - 21 novembre 1662 deceduto)
- Carlo Giuseppe d'Austria † (23 aprile 1663 - 27 gennaio 1664 deceduto)
- Carlo di Liechtenstein † (11 agosto 1664 - 23 settembre 1695 deceduto)
- Carlo Giuseppe di Lorena † (20 novembre 1694 - 26 gennaio 1711 nominato arcivescovo di Treviri)
- Wolfgang Hanibal von Schrattenbach † (23 dicembre 1711 - 22 luglio 1738 deceduto)
- Jakob Ernst von Liechtenstein-Kastelkorn † (26 gennaio 1739 - 13 settembre 1745 nominato arcivescovo di Salisburgo)
- Ferdinand Julius von Troyer † (28 marzo 1746 - 5 febbraio 1758 deceduto)
- Leopold Friedrich von Egkh und Hungersbach † (2 ottobre 1758 - 15 dicembre 1760 deceduto)
- Maximilian von Hamilton † (17 agosto 1761 - 31 ottobre 1776 deceduto)
- Antonín Theodor Colloredo-Waldsee † (30 marzo 1778 - 12 settembre 1811 deceduto)
- Maria-Thaddeus von Trauttmansdorf Wiensberg † (26 novembre 1811 - 20 gennaio 1819 deceduto)
- Rodolfo Giovanni d'Asburgo-Lorena † (24 marzo 1819 - 23 luglio 1831 deceduto)
- Ferdinand Maria von Chotek † (24 febbraio 1832 - 5 settembre 1836 deceduto)
- Maximilian Joseph Gottfried Sommerau Beeckh † (21 novembre 1836 - 31 marzo 1853 deceduto)
- Friedrich von Fürstenberg † (6 giugno 1853 - 19 agosto 1892 deceduto)
- Théodore Kohn † (16 gennaio 1893 - 10 giugno 1904 dimesso[3])
- Franziskus von Sales Bauer † (10 maggio 1904 - 26 novembre 1915 deceduto)
- Lev Skrbenský Hříště † (5 maggio 1916 - 6 luglio 1920 dimesso)
- Antonín Cyril Stojan † (10 marzo 1921 - 29 settembre 1923 deceduto)
- Leopold Prečan † (10 novembre 1923 - 2 marzo 1947 deceduto)
- Joseph Matocha † (23 marzo 1948 - 3 novembre 1961 deceduto)
  - Sede vacante (1961-1989)
  - Josef Vrana † (19 febbraio 1973 - 30 novembre 1987 deceduto) (amministratore apostolico)
- František Vaňák † (21 dicembre 1989 - 14 settembre 1991 deceduto)[4]
- Jan Graubner (28 settembre 1992 - 13 maggio 2022 nominato arcivescovo di Praga)
- Josef Nuzík, dal 9 febbraio 2024[5]

## Statistiche
L'arcidiocesi nel 2023 su una popolazione di 1.374.250 persone contava 745.000 battezzati, corrispondenti al 54,2% del totale.
| anno | popolazione | popolazione | popolazione | presbiteri | presbiteri | presbiteri | presbiteri                | diaconi | religiosi | religiosi | parrocchie |
| anno | battezzati  | totale      | %           | numero     | secolari   | regolari   | battezzati per presbitero | diaconi | uomini    | donne     | parrocchie |
| ---- | ----------- | ----------- | ----------- | ---------- | ---------- | ---------- | ------------------------- | ------- | --------- | --------- | ---------- |
| 1949 | 1.504.156   | 1.726.538   | 87,1        | 1.202      | 1.073      | 129        | 1.251                     |         | 335       | 2.303     | 701        |
| 1970 | ?           | ?           | ?           | 629        | 629        |            | ?                         |         |           | 1.489     | 650        |
| 1980 | 1.740.000   | 2.165.000   | 80,4        | 659        | 548        | 111        | 2.640                     |         | 111       | 1.825     | 731        |
| 1990 | 1.761.697   | 2.793.798   | 63,1        | 550        | 394        | 156        | 3.203                     |         | 156       | 807       | 731        |
| 1999 | 750.000     | 1.410.000   | 53,2        | 351        | 233        | 118        | 2.136                     | 27      | 165       | 361       | 437        |
| 2000 | 750.000     | 1.410.000   | 53,2        | 347        | 230        | 117        | 2.161                     | 27      | 155       | 357       | 437        |
| 2001 | 750.000     | 1.410.000   | 53,2        | 348        | 227        | 121        | 2.155                     | 27      | 155       | 423       | 437        |
| 2002 | 750.000     | 1.410.000   | 53,2        | 359        | 237        | 122        | 2.089                     | 26      | 161       | 396       | 437        |
| 2003 | 750.000     | 1.410.000   | 53,2        | 366        | 245        | 121        | 2.049                     | 26      | 157       | 385       | 437        |
| 2004 | 732.000     | 1.376.000   | 53,2        | 364        | 246        | 118        | 2.010                     | 30      | 155       | 382       | 437        |
| 2013 | 745.200     | 1.407.000   | 53,0        | 351        | 248        | 103        | 2.123                     | 33      | 125       | 253       | 418        |
| 2016 | 746.900     | 1.410.000   | 53,0        | 343        | 246        | 97         | 2.177                     | 33      | 117       | 209       | 418        |
| 2019 | 737.300     | 1.359.847   | 54,2        | 333        | 240        | 93         | 2.214                     | 36      | 108       | 178       | 418        |
| 2021 | 744.320     | 1.372.930   | 54,2        | 320        | 229        | 91         | 2.326                     | 39      | 106       | 168       | 418        |
| 2023 | 745.000     | 1.374.250   | 54,2        | 313        | 231        | 82         | 2.380                     | 42      | 101       | 171       | 418        |